# Conte di Linlithgow

Stemma dei Livingston di Callendar

Il titolo di Conte di Linlithgow apparteneva alla nobiltà del Regno di Scozia. Fu creato nel 1600 per Alexander Livingston, VII Lord Livingston, insieme al titolo sussidiario di Lord Livingston di Callendar. Nel 1695, la Contea di Linlithgow si fuse con la più recente Contea di Callendar, istituita nel 1641 per un figlio minore del primo conte.
Il quinto Conte di Linlithgow (e quarto Conte di Callendar) fu dichiarato decaduto nel 1716 a seguito della sua partecipazione all'insurrezione giacobita del 1715, con conseguente confisca di tutti i suoi titoli nobiliari. La residenza ufficiale dei conti di Linlithgow era Callendar House, situata a Falkirk, oggi adibita a museo.

## Lord Livingston (1458–1716)
- James Livingston, I Lord Livingston (+ 1467) nominato Lord High Chamberlain di Scozia nel 1448.[1]
- James Livingston, II Lord Livingston (+ 1497)
- James Livingston, III Lord Livingston (+ 1503), nipote (di zio) del II Lord
- William Livingston, IV Lord Livingston (+ 1518), un discendente in linea retta fu Robert Livingston il Vecchio di New York
- Alexander Livingston, V Lord Livingston (+ 1550)
- William Livingston, VI Lord Livingston (+ 1592)
- Alexander Livingston, VII Lord Livingston (d. 1623), creato conte di Linlithgow nel 1600

## Conti di Linlithgow (1600–1716)
- Alexander Livingston, I conte di Linlithgow (+ 1623)
- Alexander Livingston, II conte di Linlithgow (+ 1650)
- George Livingston, III conte di Linlithgow (1616-1690)
- George Livingston, IV conte di Linlithgow (+ 1695)
- James Livingston, V conte di Linlithgow, IV conte di Callendar (+ 1723), sposò Margaret Hay (+1723), decaduto nel 1716
  - Figli: Lord Livingston (+ 1715) ed Anne Livingston (+ 1747), che sposò il IV conte di Kilmarnock (decaduto/confiscato nel 1746), da cui discendono i conti di Erroll